# Толкатель штурвальной колонки
Толка́тель штурва́льной коло́нки — механизм отклонения ручки управления самолётом или штурвала в случае критического режима полёта. Сопровождается звуковым предупреждением и вибротряской органа ручного управления. Устанавливается в крупных самолётах, особенно с Т-образным хвостовым оперением.
Толкатель штурвала является компонентом системы защиты самолёта от сваливания. Бортовой компьютер получает входные данные от датчиков углов атаки этой системы. При вхождении самолёта в сваливание компьютер активирует тряску штурвала, подаёт звуковой сигнал для пилота и включает механизм активной защиты, когда активируется мотор, отдающий штурвальную колонку на пикирование от пилота, таким образом, снижая угол атаки и помогая предотвратить опрокидывание. 

## Катастрофы
В истории существуют случаи катастроф, причинами которых являлась неадекватная реакция экипажа на срабатывание активной защиты о приближающемся сваливании самолёта (механизм отталкивания штурвала):
- Катастрофа DHC-8 под Буффало
- Катастрофа Trident под Лондоном
- Катастрофа Ту-154 под Учкудуком